# S-2搜索者巡邏機

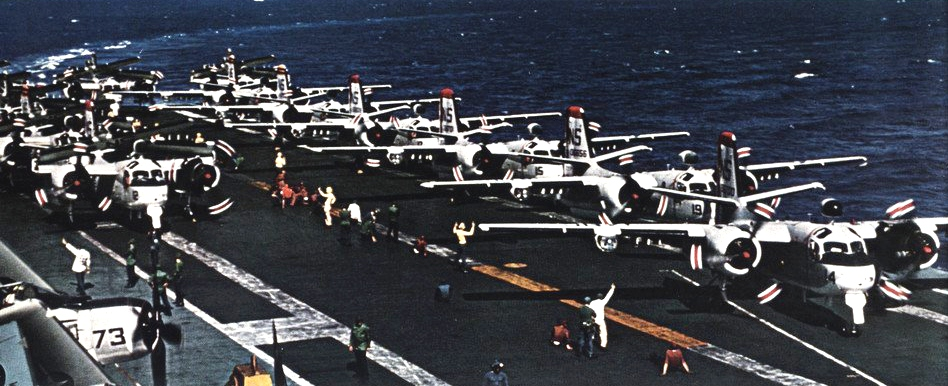
1960年於奇爾沙治號航空母艦上的S-2機隊

S-2搜索者巡邏機為美國一款艦載雙引擎巡邏機，通常作為反潛機使用。在美軍將所屬的S-2機隊淘汰後轉售民間，目前仍有相當數量為消防機服役。
格魯曼飛機公司在20世紀50年代初設計了第一代從航空母艦起飛的反潛機，暱稱“搜索者”（Tracker），代號S-2。這是一種集搜索與攻擊於一身的反潛飛機，可以掛載魚雷與深水炸彈。

S-2的原始型第一次試飛是1952年12月4日生產型從1953年開始製造。格魯曼飛機公司在停產前研發了18種不同代號的S-2改型（variants），共生產了1,342架。

## 簡介
第二次世界大戰中讓軍隊投入許多新技術改良戰爭效率，而雷達的運用改變了過去搜索目標的侷限性。而雷達在戰爭中又更進一步拓展了對海搜索用途，不只對應海面船隻，也對反潛作戰開啟了新的途徑，以往海洋巡邏機獵殺潛艦除了靠目視捕獲，使用雷達後效率大增。
但是，1940年代的電子裝備仍相當龐大，飛機的酬載量有限，導致美國戰後第一代專業反潛機AF-2在反潛任務時需要以雙機編隊執行任務；一架搭載雷達負責搜索目標，另一架負責攻擊，稱為獵人・殺手的雙機戰術，這對飛機容量較小的反潛航空母艦而言並不友善。
為此，1950年1月20日美國海軍對各家飛機製造廠提出競標案，希望開發出一種可在航艦操作。單機兼具搜索與攻擊能力的中型飛機。在1950年6月2日由格魯曼所提出的「G-89案」得標，格魯曼的設計為一架可折疊高單翼，配備兩具R-1820活塞發動機的中量級機種。美國海軍在同年的6月30日下訂2架原型機與15架先導量產型，編號XS2F-1與YS2F-1；後來則追加了294架量產型訂單，編號S2F-1。原型機則在1952年12月4日首飛，但是因為韓戰因素換裝計劃延後，直到1954年才由第26反潛中隊（VS-26）完成換裝。
阿根廷海軍曾於福克蘭戰爭時期，將S-2部署於五月二十五日號航空母艦（已除役）上；目前巴西海軍航空兵使用的S-2反潛機為迄今常態性在航空母艦上操作的機型，並部署於聖保羅號航空母艦。

## 衍生型
| 型號                         | 1962年軍機編號更改後型號 | 簡介 |
| ---------------------------- | ------------------------ | --- |
| XS2F-1                       |                          | 原型機，使用R1820-76WA發動機（1450匹馬力），製造2架 |
| YS2F-1                       | YS-2A                    | 先導量產型，生產15架，1954年2月服役。 |
| S2F-1                        | S-2A                     | 量產型。使用R-1820-82WA發動機（1525匹馬力）；反潛設備為AN/APS-38對海雷達與AQS-10磁異偵測器，雷達可偵測到10-20英里距離外的潛艦呼吸管，磁異偵測器則裝在機尾一根可伸縮4.8公尺的長桿上，可以偵測300公尺深的異常磁場信號。機體電戰設備AN/APA-69干擾器，安裝在駕駛艙上方的電子戰機材艙。此型生產740架。 |
| S2F-1T                       | TS-2A                    | 由S-2A改裝的反潛作戰教練機，有分成兩種改型，一種是訓練飛行員，另一種是訓練反潛官。此型號仍保留武器投擲能力，因此可使用深水炸彈與火箭，共改裝200架。 |
| S2F-1U                       | US-2A                    | 由S-2A改裝，沒有安裝武裝的支援機，主要用途為拖曳靶機或是運輸5名乘客，改裝51架。 |
| S2F-1S                       | S-2B                     | 現代化改良的S-2A，安裝AN/AQA-3主/被動（Jezebel/Julie）聲納浮標發射器與聲學處理設備，聲納浮標艙則安裝在雙翼發動機艙後方，共可安裝60管聲納浮標；並在右翼前緣安裝AN/AVQ-2C探照燈。由於S-2F推出，因此改良工程代號轉移。 |
| –                            | US-2B                    | 與US-2A相同，為S-2A改裝而成的勤務機。將機體彈倉改裝人員艙，可運輸5名乘客，改裝75架 |
| S2F-1S1                      | S-2F                     | 由S2F-1S計畫推進之改良案，1962年服役，更換為AN/AQA-3或AN/AQA-4聲學處理器與對應的聲納浮標收納艙。 |
| US-2F                        | US-2F                    | 由S-2F改裝的支援機種。 |
| S2F-2                        | S-2С                     | 彈艙加大，可投擲核子深水炸彈的改良型，此型號因此延長機身。1954年7月12日生產了77架；後來部分改裝成S-2D或是運輸型US-2C |
| S2F-2P                       | RS-2С                    | 由S-2C改裝，拆除反潛設備與彈艙，增設6部空用照相機。改裝1架。 |
| S2F-2U                       | US-2C                    | 拆除作戰設備的勤務機型 |
| S2F-3                        | S-2D                     | 1957年12月開發，1959年5月21日編號G-121的首架S2F-3首飛，1960年5月服役的改良型，共生產了100架。 吸收了S-2C的改裝經驗，機體長寬略為增加，長度45.7公分變成13.26公尺，寬度增加了8.2公分，機翼也加大84公分成為22.12公尺，因此燃油搭載量增加到17100公升，操作舒適度也因機體增寬而略為改善。 動力系統換裝R1820-82A發動機，航電加裝AN/APN-122都普勒慣性導航雷達，磁異偵測器更換為可偵測深度500公尺磁場變化的AN/ASQ-10A。機體右翼增設AN/ASR-2氣體分析儀，可從大氣環境中分析潛艦散逸的一氧化碳廢氣濃度來增加尋敵能力。 電子干擾器更換為AN/ALD-2B，原本機體上方整流罩的電子戰艙間取消，干擾器則改安裝到雙翼上。發動機艙後的聲納浮標則變成各16具。                                                                  |
| ES-2D                        | ES-2D                    | 由S-2D改裝，在夏威夷太平洋飛彈測試場操作的電子戰特規機。用來保護測試場周邊不被外國情蒐船等滲透，裝備空射火箭在必要時可執行對海掃蕩，共改裝7架；服役至1980年代中期被S-3取代。 |
| US-2D                        | US-2D                    | 由S-2D改裝輔助機種，拆除反潛處理裝置，但保留了雷達和探照燈。共改裝50架。 |
| S2F-3S                       | S-2E                     | S-2家族最終量產型，於1968年6月停產。總共生產了252架，其中18架為澳大利亞組裝生產。 發動機更換為R-1820-82C，聲學處理系統更換為AN/AQA-7，整合MK-46反潛魚雷；飛行航電增設太康導航器與換裝AN/APN-153導航雷達，對海搜索雷達更新為APS-88A，氣體分析儀更新成AN/ASR-3，原先裝設的AN/ASA-13導航電腦與AN/ASA-31反潛計算機更換為整合型的AN/ASN-30戰術導航電腦，一部分S-2E聲學處理系統更換為AN/AQA-7。 |
| S-2G                         | S-2G                     | 由S-2E改裝，聲學處理系統更換為與S-3反潛機同級的AN/AQA-7與AN/ARR-75聲納浮標接收系統，並加裝AN/ARW-77導引控制器整合AGM-12飛彈強化對海效能。改裝工程從1972年12月開始交機，1973年前後完成，共改裝50架，於1977年8月自美國海軍退役。 |
| CS2F-1                       | CP-121（1968年更名）     | 由加拿大德哈維蘭公司生產的S-2A，於1956年10月12日至1958年7月17日間生產了44架。與美版設計不同的地方在於電子戰機材艙改設在雙翼內，並安裝了加拿大自製的聲學處理系統。 1961年，17架CS2F-1出售給荷蘭皇家海軍，1964年2架CS2F-1拆除反潛設備改裝成勤務機 |
| CS2F-2                       | CP-121（1968年更名）     | 由加拿大德哈維蘭公司生產的改良型S-2A，自1960年1月起服役，與CS2F-1設計約有100項的改良項目。裝設了李頓公司的戰術導航設備，並略微提升了偵蒐設備的性能，共生產57架。 |
| CS2F-3                       | CP-121（1968年更名）     | 由發來航空廠（Fairey Aviation Company）主導，對CS2F-2實施現代化改良工程的升級版，共改裝43架。換裝馬可尼公司製造的AN/ASN-501戰術導航電腦，AN/APN-503都普勒雷達，兩者整合成反潛戰術導航系統（ASWTNS），安裝在史佩里公司（Sperry Company）開發的空用平台增加穩定性。 相關改裝從1966年7月18日起交機，至1968年4月19日完成。 |
| S-2T渦輪追蹤者               |                          | 1986年開發，發動機更新成蓋瑞特TPE331或普惠PT6渦輪螺旋槳發動機，兩者出力均為1645匹馬力，這套改良方案分別軍民業界接受，而獨自衍生出各型渦輪追蹤者。 |
| S-2T(中華民國)               |                          | 1986年開發的軍用型渦輪追蹤者，由中華民國空軍委託格魯曼將S-2E與S-2G提升，共改裝27架，包括2架整機與25組套件，編號2201至2227。 動力更換為TPE331渦輪螺旋槳發動機與4葉螺旋槳，機翼探照燈拆除，配備AN/AAS-40前進紅外線夜視儀。 偵蒐系統則更換為全新裝備，對海雷達為李頓公司AN/APS-504(V)5都普勒雷達，AN/ASQ-504(V)5磁異偵測器，具有99組頻道的ARR-84聲標訊號接收器，AQS-92F數位聲納浮標信號處理器。 |
| S-2T（阿根廷）               |                          | 1989年阿根廷海軍以3千萬美金的代價委託以色列IAI將S-2E提升為渦輪追蹤者，共改裝6架，編號0700/2-AS-21至0700/2-AS-26。 合約敲定1架S-2由以色列方面進行改裝，剩下5架以改良組件的方式在阿根廷本國施工；1989年阿根廷將編號AS-23的S-2E送往以色列改裝，1993年1月在美國完成相關飛行測試；隨後以AS-24.21.22的順序進行提升，但AS-25與AS-26兩架因缺乏經費，因此只完成60%的工程後便擱置未完工。 動力按照美國標準更換為TPE331渦輪螺旋槳發動機及複合材料製5葉螺旋槳。航電部份則分成多階段實施，第一階段是將AN/ASA-13導航電腦更換為阿根廷研發的ACS COTAC電腦，整合義大利A244S白頭魚雷射擊功能；第二階段起原本預定按台灣版S-2T改裝航電，甚至是以色列製的新型航電設備，但是最後因經費不足而無限期擱置，目前仍維持S-2E標準。 |
| Conair Firecat&Turbo Firecat |                          | 由加拿大Conair公司將S-2A改裝的消防用機。1977年推出Firecat，可搭載3300公升的滅火劑；1987年則推出使用普惠PT6A-67AF渦輪螺旋槳發動機的渦輪Firecat，螺旋槳改為5葉，滅火劑籌載量增加到3450公升。 兩種型號共有36架S-2接受改裝。 |

## 技術規格（S-2F）
参考资料：Canada Aviation and Space Museum
基本信息
- 机组：4（2駕駛, 2系統員）

性能
武器

- 4800磅各種武器於翼下6掛載點

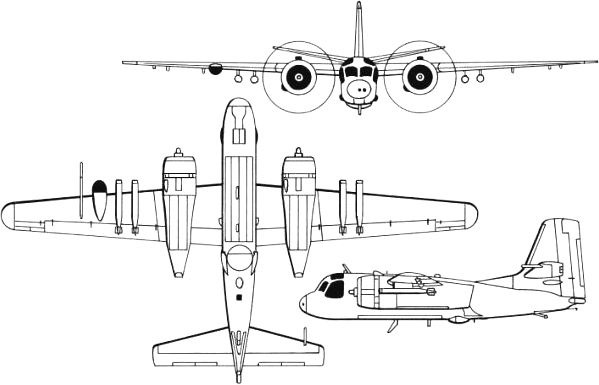
S-2

  - 魚雷：Mk. 41, Mk. 43, Mk. 34,或Mk. 44
  - 深水炸彈：Mk. 54 or naval mines

## 使用國

### 軍用

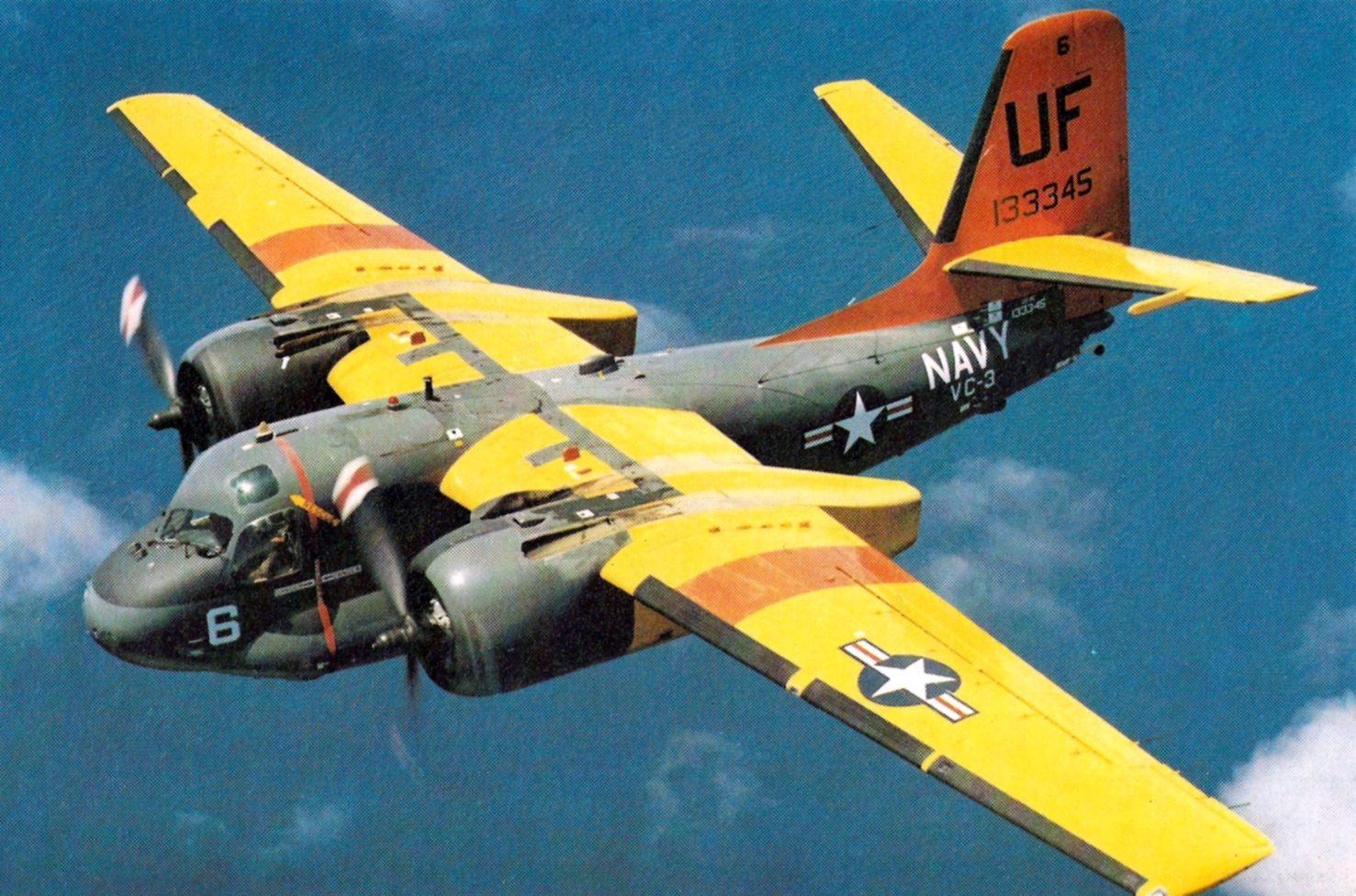
美國海軍US-2F

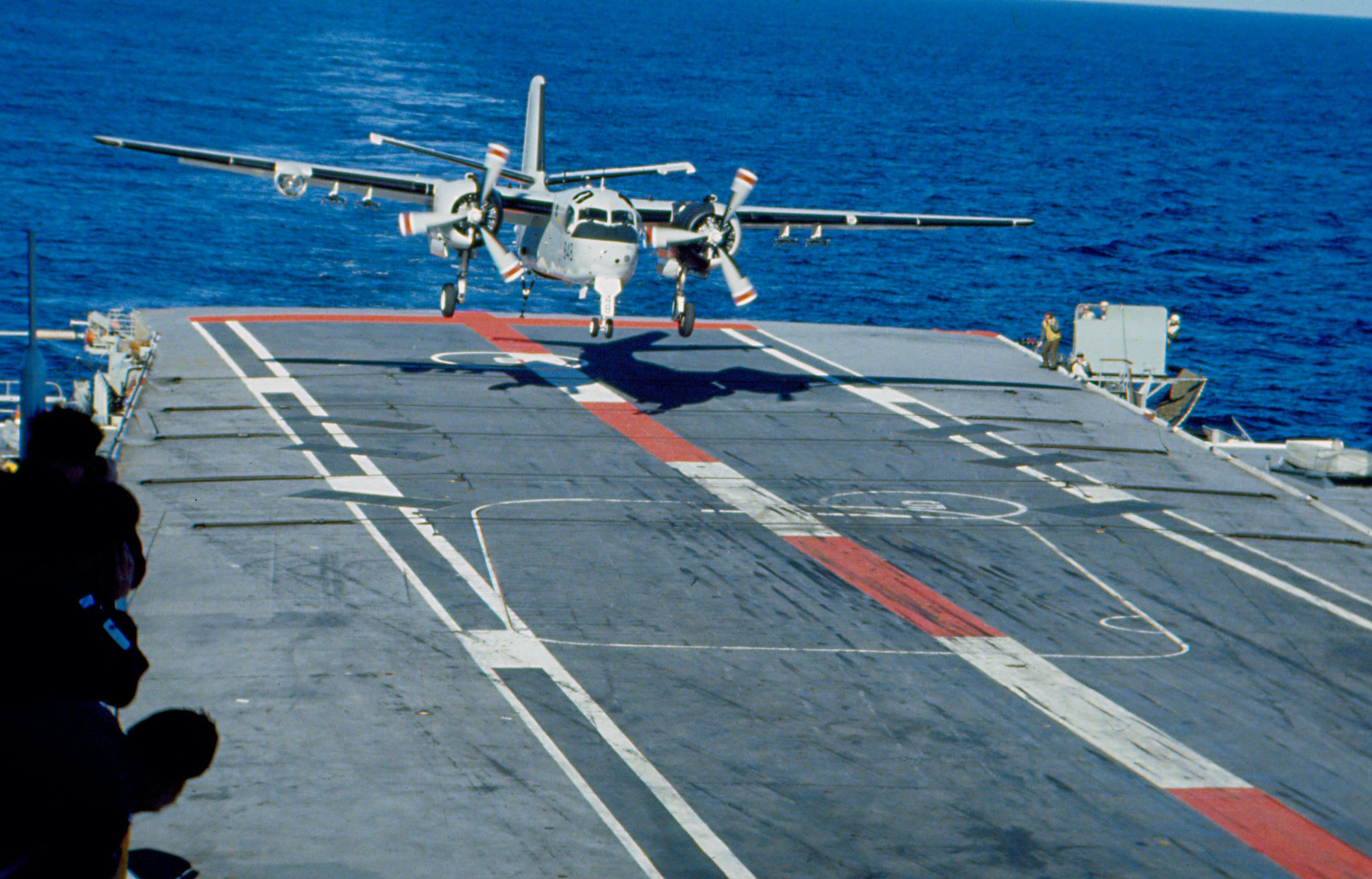
1980年澳州一架S2降落於英國航母

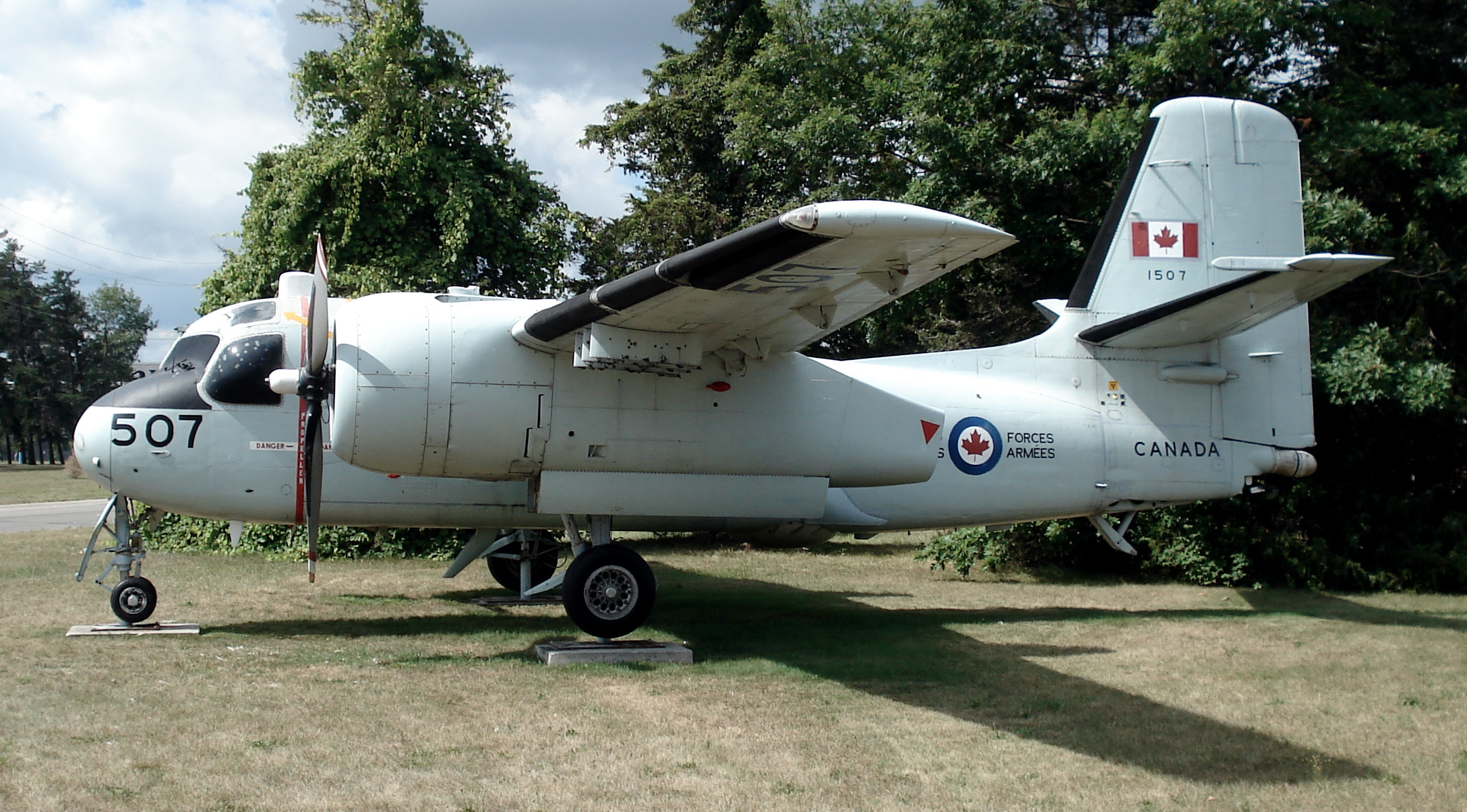
加拿大CS2F-2

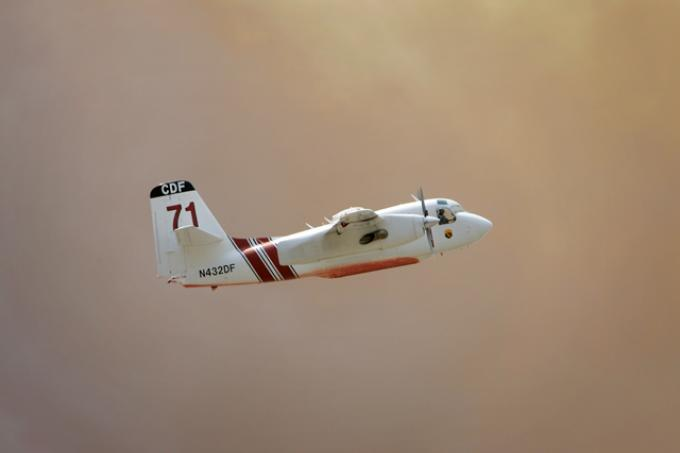
CDF S-2T滅火機 (2006)

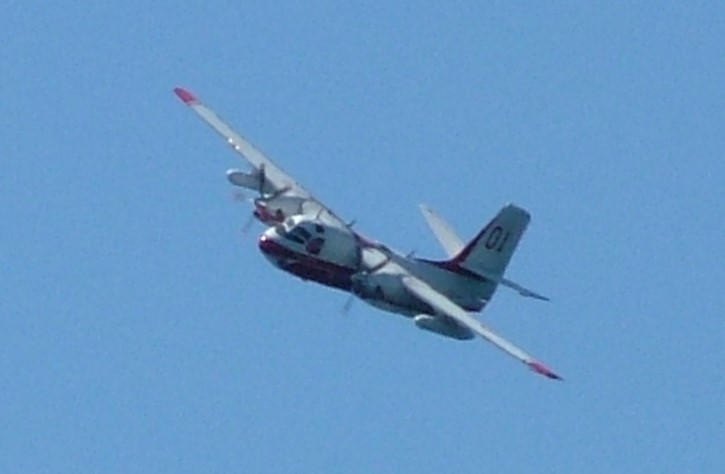
法國S-2FT滅火機

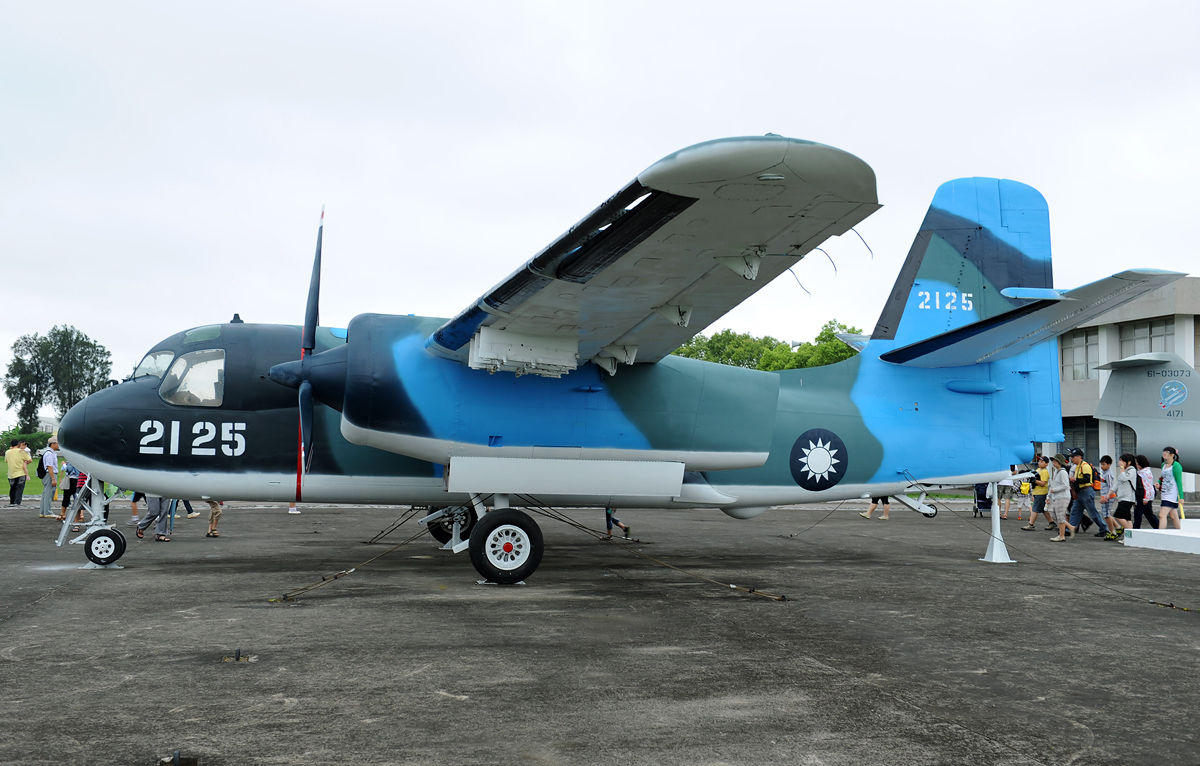
中華民國海軍S-2E/G

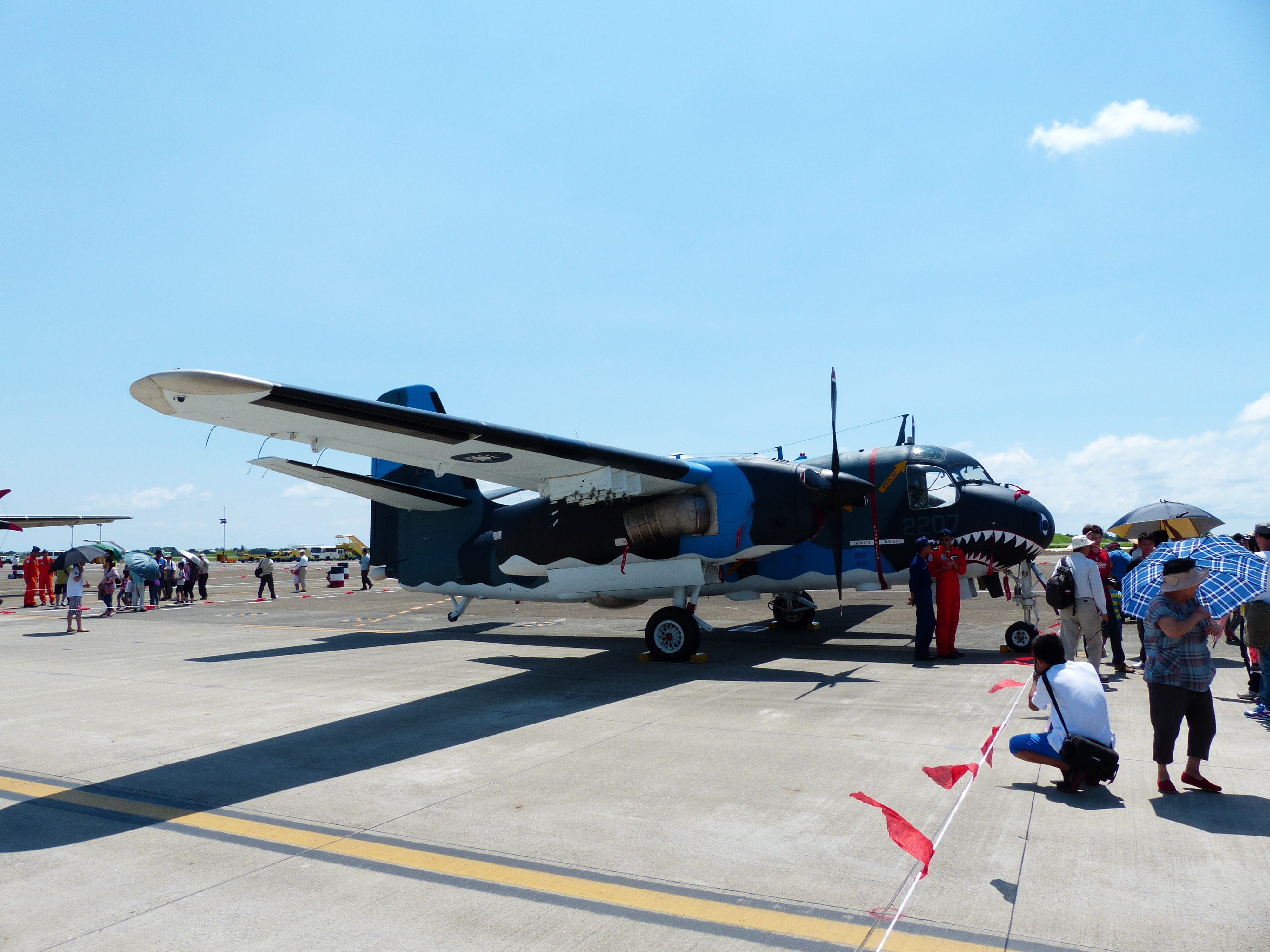
中華民國空軍S-2T

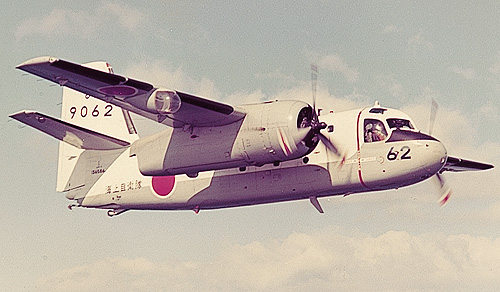
海上自衛隊的S2F-C

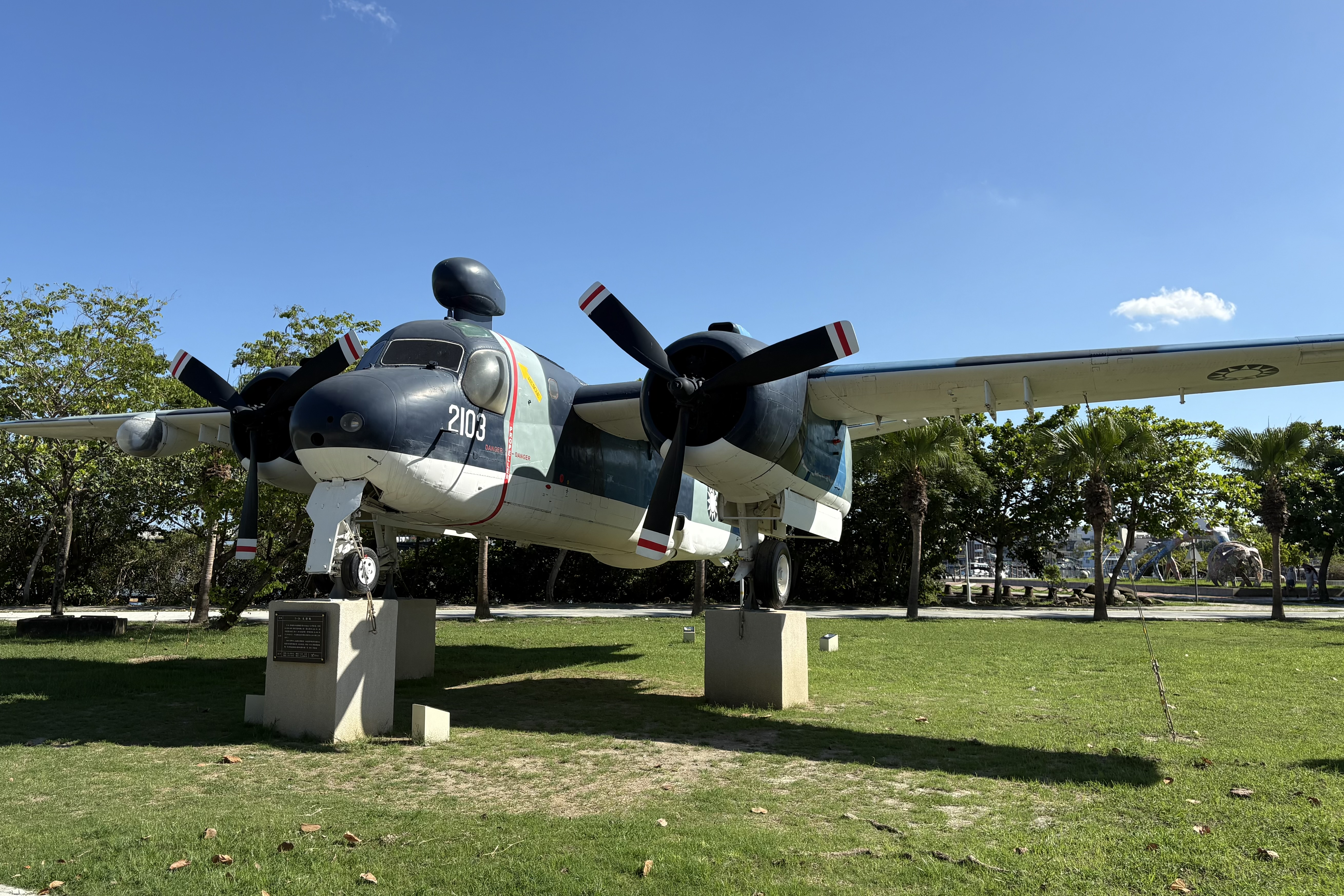
中華民國空軍S-2A反潛機

阿根廷
在採購5月25日號航空母艦之際，阿根廷向美國採購6架二手S-2E，成立航艦反潛部隊；在1980年代雖計畫將機隊全升級為S-2T，在戰敗所帶來的經濟困頓等理由並無完全實踐，只完成4架改裝；在與巴西簽訂合作計畫後，目前服役的S-2T主要在聖保羅號航空母艦上訓練。
 
 巴西
 加拿大
 義大利
1957年義大利空軍接收了45架新造S2F-1 ，該批機隊服役到1978年除役。
 日本
1957年4月海上自衛隊接收60架由美國軍援的新造S-2，該批機隊服役到1984年3月；但是日本在1960年代末期引進P-2J反潛機後S-2機隊已逐步退出反潛任務，最後服役的機型是4架改造為拖靶機的S2F-U與2架改造為多用途運輸機的S2F-C。退役的S-2大多運回美國保存，只有少量機體在鹿屋基地航空史料館保存展示。
在1950年代換裝該型機時，海上自衛隊的飛官是在美國完成換訓；而S-2反潛機主要在中小型航艦上服役，因此換裝時不免得接受航艦起降訓練。即使海上自衛隊都是讓S-2機在陸上基地操作，但「軍援S-2是為了航艦運用作準備」這類謠言當時就已絡繹不絕，也可發現日本將操作航空母艦這類的輿論並不是在日本經濟起飛後的疑慮，而是從海上自衛隊成立以來就一直存在的謠言。
 
大韓民國海軍在1970年5月至1971年12月接收第一批8架S-2，1976年至1982年1月再接收了23架；最後共操作31架S-2，該批飛機約於2001年退役。
 荷蘭
 秘魯
 中華民國（2017年全數退役）
中華民國空軍擁有的S-2T型反潛機已全數除役，由P-3C成軍取代。本批S-2T系由原S-2E及S-2G委託格魯曼公司改裝而成。
中華民國最早在1967年由美援模式接收10架S-2A，在接受援助時原本是由海軍派人接收，但最後因上層決策此批反潛機由空軍操作，因此空軍於1966年11月在第六作戰聯隊下增設反潛機中隊。到1976年中美關係生變前夕，由於S-2A老舊，空軍自美國購買16架S-2E接替S-2A任務，並於1976年4月10日成軍，原本S-2A則轉移給34中隊作為拖靶機使用；1979年空中反潛武力擴編，中華民國空軍向美國購買18架S-2E，並由原本使用S-2A的34中隊接收，原本反潛機中隊則使用於1974年解編的前空軍33中隊（3831部隊，負責泰北孤軍空運）代號，兩個中隊合組為空軍439聯隊反潛機大隊。後來因機隊多架折損，在1980年代中期又採購了7架S-2G補充，這批S-2G在1986年11月24日成軍。
因空軍接收的S-2機隊均為自美軍汰換下來的二手機種，妥善率與技術上都不甚理想，到1980年代只剩下二十餘架S-2可供操作。1980年代在美國不打算出售新型反潛機的環境壓力下，空軍在1986年以代號“天山案”的計畫升級旗下S-2E、G機隊至S-2T“渦輪搜索者”（Turbo Tracker），第一批升級原型機為新購的2架S-2G，改裝後的S-2T在1989年正式對外公佈。1994年漢光十號演習在距離臺南安平外海12.5浬處偵獲中國R級潛艦、1998年漢光十四號在東部外海發現一艘不明潛艦，據判是美國海軍的核子潛艦。S-2T改進的部份是把S-2的活塞引擎換裝成馬力更大的Garrett/Honeywell TPE-331-15AW 渦輪螺旋槳發動機。與原本的活塞發動機相比，渦輪螺旋槳發動機每具可提供1,227 kW（1,645 shp）的動力，同時螺旋槳葉由3葉改為4葉強化飛行效率，足以讓S-2T在單發動機狀態下保持平飛。改裝後的S-2T與原型機相比，巡航速度增加了20%-25%，又添加了較先進的偵測設備。
不過，美軍的S-2機隊在1976年退役，並沒有官方版本的升級方案。所以天山案並不是採軍售途徑，而採商業契約模式委託原廠格魯曼研究的升級案；S-2T的缺點是人員休息的空間變小，無法容納替換人員，攜帶的聲納浮標較少（32枚），攻潛次數受到限制。由於契約與先期研究不足的缺陷，改裝S-2T的過程出現整合不良進度落後的問題，空軍被質疑有圖利之嫌，後來遭監察院調查，於1994年彈劾懲戒了空軍總司令郭汝霖等8位空軍將領，不過彈劾生效時這些主事者均已退役。
由於諸多缺陷之故，原定改裝32架改裝計畫最後僅完成其中27架，改裝的S-2T則到1992年才正式服役。雖然服役時展現其優異性能，但消失性商源讓機上零件籌措不易與環境濕熱造成機上電子組件耗損等問題讓這批S-2T妥善率始終不好。到2013年機隊移交回空軍時僅剩11架，證明S-2T的補保問題只能靠拆解同型機零件的方式來維持運作。
基於政策指導，S-2T機隊曾一度轉移回中華民國海軍航空反潛大隊；2013年7月3日在精粹案組織調整指導下，海軍的固定翼機指揮權再度轉移回空軍手中。不過這次的組織調整遭海軍界詬病為政治主導的外行決策。2015年4月20日，一架S-2T(編號2206)，由屏東機場飛往岡山空軍官校，將飛機資料袋交給空軍官校校長張延廷少將，完成交機及除役的工作，成為未來開館的航空教育展示館陳列機。2017年5月18日，一架S-2T(編號2214)由方姓飛官駕駛，由屏東機場飛往空軍新竹基地，柳惠千少將到場迎接，新竹基地以噴水儀式迎接，旋即完成交機及除役的工作，未來將在新竹基地陳列展示該機。2017年12月1日，一架S-2T(編號2220)率領包括C-130運輸機、E-2空中預警機、P-3獵戶座海上巡邏機等組成編隊，通過屏東機場上空。2220號機隨即降落，滑行回到典禮司令台前，屏東基地以噴水儀式迎接，為S-2反潛機半世紀的服役歲月畫下句點。
 泰國
 土耳其
 美国
 乌拉圭
 委內瑞拉

### 民用
許多退役後改為滅火飛機。
 加拿大
- TS-2A/Conair Firecat (G-89).

 法國
- US-2A/Conair Turbo Firecat (G-89).

 荷蘭
- (G-89/G-121/S2F).

 美国
- S-2F3AT Turbo Tracker（G-121）
- TS-2A(FF) Tracker（G-89）
- S-2A(FF) Tracker（G-89）
- TS-2A Tracker (G-89/S2F-1T)[8]

## 参見
- S-3維京式反潛機

## 外部連結
- The S-2 Tracker Museum
- Another site with good detail（页面存档备份，存于）
- S-2 Tracker at Patuxent River Naval Air Museum
- Memorias del Tiempo de Vuelo（页面存档备份，存于）